# Primera Conferencia Ministerial de la OMS sobre la Acción Mundial contra la Demencia
Los días 16 y 17 de marzo de 2015, la Organización Mundial de la Salud (OMS) realizó en Ginebra su primera Conferencia Ministerial sobre la Acción Mundial contra la Demencia. 

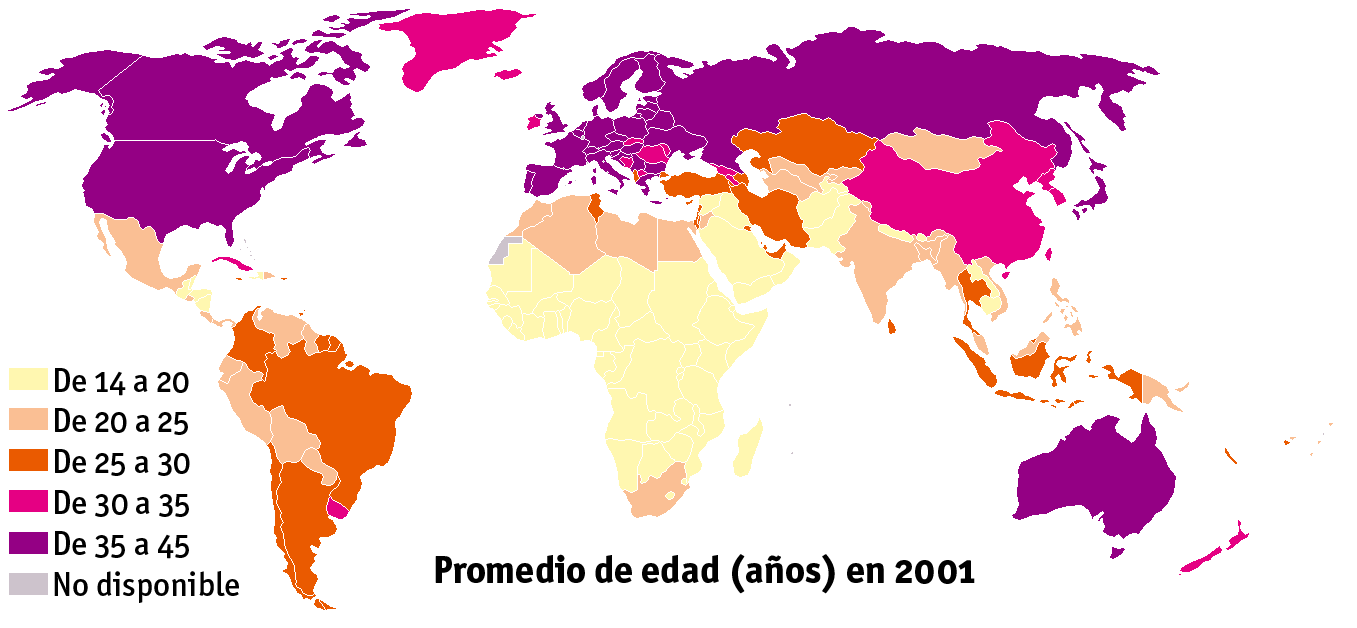
Promedio de edad de la población en las distintas regiones.

Los ministros de salud se reunieron en Ginebra, Suiza, para discutir por primera vez los problemas mundiales derivados de esta enfermedad neurodegenerativa.

En ese momento la OMS informaba que:

Los días 16 y 17 de marzo de 2015, la OMS acogerá su primera Conferencia Ministerial sobre la Acción Mundial contra la Demencia. Ministros de todo el mundo y especialistas del ámbito clínico, de la investigación y de las ONG han sido invitados a una reunión en Ginebra para debatir por primera vez los problemas mundiales que plantea la demencia.
La conferencia tiene por objeto sensibilizar con respecto a la carga socioeconómica que conlleva la demencia, y subrayar que tal carga puede reducirse si el mundo se compromete colectivamente a dar prioridad a la demencia en el programa político mundial.
El primer día de la conferencia se tratará desde la investigación y la reglamentación de fármacos hasta la atención y los derechos humanos. El segundo día, los ministros se reunirán para debatir la manera de impulsar colectivamente el programa mundial sobre la demencia.
La conferencia cuenta con el apoyo del Ministerio de Salud del Reino Unido de Gran Bretaña e Irlanda del Norte y la Organización de Cooperación y Desarrollo Económicos (OCDE).
Los debates de los dos días se transmitirán por la web. Para toda consulta sobre la conferencia, pueden dirigirse a: whodementia@who.int
Organización Mundial de la Salud

Los ministros de salud se reunieron para discutir por primera vez los problemas mundiales derivados de este problema "creciente" que representa un reto para la salud pública mundial. 

Durante el evento, la directora general de la OMS, Margaret Chan señaló que debido al envejecimiento de la población, los casos de la enfermedad se elevarán al doble cada dos décadas. 

De los 47.5 millones de casos registrados globalmente, dos tercios (66 %) acontecían en países de ingreso medio o bajo, cuyo impacto en las personas enfermas y sus familias tendía a ser catastrófico.

Cada año se registran 7.7 millones de nuevos casos. Se calcula que entre un 5 y 8 % de la población general de 60 años o más sufre demencia en un determinado momento.
Según datos de 2010, se estimó que a nivel global se destinaban 604.000 millones de dólares a su atención, fundamentalmente a cuidados de tipo social,

"Hay una ola de demencia en todo el mundo", aseguró la directora general de la OMS, Margaret Chan, que reclamó una mayor inversión para "conseguir un cura y mejorar la calidad de vida de estas personas y sus cuidadores".
En el 2015 se estimó que sólo 19 países contaban con un plan nacional contra la demencia; pero la OMS planteó que en ellos será necesario establecer iniciativas específicas centradas en la sensibilización sobre la enfermedad y sus factores de riesgo, y en la formación para mejorar el diagnóstico, dar apoyo al cuidador y mejorar la reinserción laboral.
Dos anuncios principales emanaron de esta conferencia. El primero precisaba un nuevo monto de dinero, esta vez más de 100 millones de dólares aportados por el Estado británico y destinados al Dementia Discovery Fund (Fondo de Descubrimiento de Demencia) de Inglaterra. El otro informaba sobre la intención de los “laboratorios más grandes” de colaborar con la ONG Alzheimer’s Research UK y con el gobierno del primer ministro David Cameron.

Quizás el dato más interesante sea la cifra actualizada de países que contaban con un Plan Nacional de lucha anti-Alzheimer, estos eran: Australia, Bélgica, Dinamarca, Estados Unidos, Finlandia, Francia, Gran Bretaña, Irlanda, Israel, Italia, Japón, Luxemburgo, Holanda, Noruega, República de Corea, Suiza, Costa Rica, Cuba y México.

También expuso en la conferencia Raj Long, de la Fundación de Bill Gates. Esta experta independiente, recomendó a los Estados de que flexibilizaran sus legislaciones para que los laboratorios trabajaran menos condicionados -y por lo tanto más rápido-, en la búsqueda de una solución farmacológica contra el Alzheimer y otras demencias. 